# Three of a Perfect Pair
Three of a Perfect Pair je desáté studiové album britské rockové skupiny King Crimson. Bylo vydáno v březnu 1984 (viz 1984 v hudbě) a v britském žebříčku prodejnosti se umístilo nejvýše na 30. místě. Jedná se o poslední studiovou desku King Crimson z 80. let, neboť skupina v roce 1984 přerušila na 10 let činnost.

## Popis alba a jeho historie
V roce 1982 vydali King Crimson album Beat a zároveň během celého roku čile koncertovali. V následujícím roce si proto hudebníci udělali přestávku a začali vytvářet materiál pro nové album, již třetí od znovuobnovení skupiny v roce 1981. Deska Three of a Perfect Pair byla nahrána v průběhu roku 1983 a vyšla na jaře roku 1984. Na její vydání navázalo koncertní turné, které vyvrcholilo v červenci 1984 dvěma vystoupeními v kanadském Montreélu. Skupina si poté vzala blíže neupřesněnou pauzu, která nakonec trvala 10 let.
Album Three of a Perfect Pair obsahuje celkem devět skladeb a je podle dvou stran původní gramofonové desky rozděleno na dvě odlišné části. První sekce s názvem The Left Side obsahuje pět písní (z toho jednu instrumentálku), na poměry King Crimson více přístupnými pro běžného posluchače a většinou také blížícími se k mainstreamovému pop rocku. Naopak v druhé části (The Right Side) se nachází tři instrumentální skladby a jedna píseň více experimentálnějšího charakteru, včetně třetí části „Larks' Tongues in Aspic“ navazující na stejnojmenné album King Crimson z roku 1973.

## Seznam skladeb
Všechny skladby napsal(i) Adrian Belew, Bill Bruford, Robert Fripp a Tony Levin. 
| Strana 1 (The Left Side) | Strana 1 (The Left Side)                       | Strana 1 (The Left Side) |
| Pořadí                   | Název                                          | Délka                    |
| ------------------------ | ---------------------------------------------- | ------------------------ |
| 1.                       | Three of a Perfect Pair                        | 4:13                     |
| 2.                       | Model Man                                      | 3:49                     |
| 3.                       | Sleepless                                      | 5:24                     |
| 4.                       | Man with an Open Heart                         | 3:05                     |
| 5.                       | Nuages (That Which Passes, Passes Like Clouds) | 4:47                     |

| Strana 2 (The Right Side) | Strana 2 (The Right Side)          | Strana 2 (The Right Side) |
| Pořadí                    | Název                              | Délka                     |
| ------------------------- | ---------------------------------- | ------------------------- |
| 1.                        | Industry                           | 7:04                      |
| 2.                        | Dig Me                             | 3:16                      |
| 3.                        | No Warning                         | 3:29                      |
| 4.                        | Larks' Tongues in Aspic (Part III) | 6:05                      |
| Celková délka:            | Celková délka:                     | 40:59                     |

## Obsazení
- King Crimson
  - Adrian Belew – zpěv, kytara, bezpražcová kytara
  - Robert Fripp – kytara
  - Tony Levin – baskytara, Chapman Stick, syntezátory, vokály
  - Bill Bruford – akustické bicí, elektronické bicí